# Victrix subplumbeola
Victrix subplumbeola är en fjärilsart som beskrevs av Culot 1912. Victrix subplumbeola ingår i släktet Victrix och familjen nattflyn. Inga underarter finns listade i Catalogue of Life.